# Peter Erasmus Lange-Müller
Peter Erasmus Lange-Müller   (Frederiksberg, 1 de desembre de 1850 - Copenhaguen, 26 de febrer de 1926) fou un compositor danès.

## Biografia
Lange-Müller era fill d'un jutge del Tribunal Suprem danès. El 1871 va començar a estudiar música al Conservatori de Copenhaguen i, a petició del seu pare, també va estudiar temporalment ciències polítiques. Aviat, però, es va tornar a la música i, amb una salut deficient (probablement patia anisometropia)es va dedicar principalment a la composició sense ocupar cap càrrec musical. De vegades va dirigir la Societat de Concerts de Copenhaguen, que va cofundar. El 1892 es va casar amb Ruth Block; del matrimoni van néixer 3 fills.
A la seva obra s'hi veu la influencia de Gade i de Hartmann, però sense mancar d'originalitat.
Després d'estrenar una Suite per a orquestra titulada Alhambra, estrenà l'òpera Tove (1878), una simfonia titulada Epteraaret, la partitura de Fulvia i l'òpera còmica Estudiants espanyols (1883), la qual el donà conèixer a l'estranger.
Fou un dels principals caps de l'escola danesa moderna o potser el primer entre els compositors del seu temps de Dinamarca.